# Никола Мустрев
Никола Георгиев Мустрев е български възрожденец, открил в 1859 година с баща си Георги Мустрев първото българско училище в Охрид.

## Биография
Мустрев е роден в Охрид. Учи в Зографския манастир. По професия е самарджия. Заедно с баща си през 1859 година открива в дома си първото българско вечерно училище. Двамата са насърчени в начинанието си Партений Зографски, с когото поддържат лична кореспонденция. Преобразува част дюкяна си в града в книжарница. С дейността си той си навлича гнева на владиката Мелетий. По негов натиск син и баща Мустреви са оклеветени и хвърлени за няколко месеца в затвора.